# Jednom se živi
Jednom se živi je četvrti studijski album Koketa. Izdat je 2001. godine. Izdavačka kuća je In takt rekords, a aranžer je bio Suad Jukić Šule. Prateće vokale pevali su Elvira Rahić, Miro Asotić i Šeki Bihorac, a tekstove napisali Fahrudin Pecikoza, Armin Šaković, Milić Vukašinović i dr. Numere 9—12 na CD izdanju su bonus.

## Pesme
1. Nek ti bude
2. Treba vremena
3. Robinja ili kraljica
4. Jednom se živi
5. Ja lažem samog sebe
6. Zatvori prozore
7. Vjerovala bolovala
8. Sanja
9. Život me je prevario
10. Malo vina malo pjesme
11. Na tvojoj svadbi
12. Sreo sam je

## Spoljašnje veze
- Jednom se živi (master) na sajtu  (jezik: engleski)